# Mehmet Topuz
Mehmet Topuz (* 7. September 1983 in Şefaatli in der Provinz Yozgat) ist ein ehemaliger türkischer Fußballspieler.

## Karriere

### Verein
Mehmet Topuz begann seine Karriere bei Kayseri Yolspor. Als Jugendspieler wurde er von Kayserispor verpflichtet und spielte zunächst für die Jugendmannschaften. Als 18-Jähriger sorgte er mit seinen Weitschüssen und Dribblings in der türkischen 2. Liga für Furore. Danach stieg er bis in die U-21 Auswahl der Türkei auf. Nach dem Aufstieg Kayserispors in die Süper Lig gilt er als einer der Hoffnungsträger für die türkische Nationalmannschaft. Topuz kann als rechter Außenverteidiger, rechter Mittelfeldspieler und als offensiver Mittelfeldspieler auflaufen. 

#### Der Transfer-Hickhack zu Fenerbahçe
Am 4. Juni 2009 gab Topuz bekannt, zu Beşiktaş Istanbul zu wechseln. Sein Manager Metin Korkmaz betonte mehrmals, dass Topuz sich für Beşiktaş entschieden habe und auch nur zu diesem Verein wechseln wolle. Er sagte ebenfalls, dass mit Beşiktaş bisher nur eine mündliche Vereinbarung bestehe und noch nichts unterzeichnet worden sei. 
Am 5. Juni 2009 jedoch gab Fenerbahçe Istanbul auf seiner Internetseite bekannt, dass man sich mit Kayserispor über einen Wechsel geeinigt und die Transferrechte an Mehmet Topuz erworben habe. Des Weiteren bedankte sich die Vereinsführung für den erfolgreichen Erwerb der Transferrechte bei der Vereinsführung von Kayserispor und deren Präsidenten Recep Mamur. Topuz sagte daraufhin in einem Interview, dass er nicht für Fenerbahçe spielen werde und keinen Vertrag bei Fenerbahçe unterschreiben werde, notfalls werde er ein weiteres Jahr bei Kayserispor spielen und seinen Vertrag bis 2010 erfüllen.
Süleyman Hurma, der transferverantwortliche Manager Kayserispors, wiederholte am 6. Juni 2009, dass man sich mit Fenerbahçe geeinigt habe und die Transferrechte übertragen habe. Falls Topuz unbedingt bei Beşiktaş spielen möchte, müssten sich die beiden Istanbuler Klubs einigen. Des Weiteren beschwerte er sich in dem Liveinterview darüber, dass Beşiktaş Verhandlungen mit dem Spieler führte, ohne sich davor mit Kayserispor über den Transfer zu einigen.
Am 13. Juni 2009 schließlich unterschrieb Topuz einen Dreijahresvertrag bei Fenerbahçe Istanbul. Seine vorherigen Aussagen, dass er nur für Beşiktaş und nicht für Fenerbahçe spielen würde, revidierte er und begründete dies damit, dass er aus "Marketing"-Gründen dazu gedrängt worden sei. Eine Ablösesumme wurde nicht genannt, Medienberichten zufolge hatte der Transfer, der einen Spielertausch mit Gökhan Emreciksin beinhaltete, einen Gesamtwert von 11 Millionen Euro.
Nachdem er nach seinem Vertragsende bei Fenerbahçe keine weitere Vertragsverlängerung erhalten hatte, verhalte Topuz mit einigen Vereinen. Da er aber innerhalb der Sommertransferperiode sich mit keinem der Interessenten einigen konnte, verbrachte er die Hinrunde der Saison 2016/17 vereinslos.

### Nationalmannschaft
Mehmet Topuz absolvierte sein erstes Länderspiel für die Türkei am 1. März 2006 gegen Tschechien; er stand in der Startelf und spielte die kompletten 90 Minuten durch.

## Erfolge
Kayserispor
- Aufstieg in die Süper Lig und Vizemeister der 2. Lig - A Kategorisi: 2004 (als Kayseri Erciyesspor)
- UEFA Intertoto Cup: 2006
- Türkischer Pokalsieger: 2008

Fenerbahçe Istanbul
- Türkischer Supercup-Sieger: 2009, 2014
- Türkischer Meister: 2011
- Türkischer Pokalsieger: 2012, 2013